# Râul Cerbu, Râmnicul Sărat
Râul Cerbu este un curs de apă, afluent al Râmnicului Sărat. 